# Viridifentonia
Viridifentonia är ett släkte av fjärilar. Viridifentonia ingår i familjen tandspinnare.
Kladogram enligt Catalogue of Life:
| Viridifentonia | \| \| Viridifentonia maximum \| \| \| \| \| \| Viridifentonia plagiviridis \| \| \| \| |
|                | \| \| Viridifentonia maximum \| \| \| \| \| \| Viridifentonia plagiviridis \| \| \| \| |
|                | Viridifentonia maximum                                                                 |
|                |                                                                                        |
|                | Viridifentonia plagiviridis                                                            |
|                |                                                                                        |